# Muffel (Person)
Als Muffel bezeichnet man umgangssprachlich eine missmutige oder mürrische Person. Ferner werden so Personen bezeichnet, die einer bestimmten Sache gleichgültig oder desinteressiert gegenüberstehen.

## Wortherkunft
Muffel, von muffeln – „mit vollem Mund kauen“ ist nach dem Duden wohl verwandt mit niederländisch moppen, niederdeutsch mopen, Mops. Das Wort ist stammverwandt mit dem Adjektiv muffig – „feucht, modrig“. Eine Nebenform dazu ist „müpfig“, daher stammt das Adjektiv „aufmüpfig“. Im Deutschen Wörterbuch von Jacob Grimm und Wilhelm Grimm heißt es zu Muffel: „nach dem laute muff, brummer, mürrischer mensch [...]; auch für heuchler, scheinheiliger: L. H. von Nicolay übersetzte Molières Tartüffe unter dem ersonnenen eigennamen Muffel, oder der scheinheilige.“ Eine andere Herleitungsmöglichkeit ergibt sich aus alemannisch meffen – „murren“, daraus muffen – „zurückbellen“ und davon wiederum abgeleitet Muffel – „zänkisches Weibsbild“.
So heißt es im Grammatisch-kritischen Wörterbuch der Hochdeutschen Mundart von Adelung 1793:

„Der Muffel, des -s, plur. ut nom. sing. ein nur im gemeinen Leben einiger Gegenden übliches Wort, ein Geschöpf, und am häufigsten einen Hund mit dicken herab hangenden Lippen zu bezeichnen, der im Nieders. eine Lobbe heißt. […] In weiterm Verstande wird daher ein häßliches Gesicht mit herab hangendem Maule im Franz. Muffle genannt, welchen Nahmen in den bildenden Künsten auch Thierlarven, besonders Löwengesichter bekommen, welche man so wie die Fratzengesichter zuweilen als Zierathen anzubringen pflegt, und welche auch wohl im Deutschen Muffel genannt werden. Im Nieders. wo muffen auch das Maul hängen lassen bedeutet, ist ein Muffer ein Mensch, welcher maulet. Vermutlich hat man daher auch das Wort Muffel zuweilen als einen eigenthümlichen Nahmen eines heuchlerischen Kopf- und Maulhängers in der Religion gebraucht. In Frankreich pflegte man die Einsiedler ehedem aus Verachtung nur Ermoufles zu nennen. […]“

## Verwendung
Muffel wird heute meist als geschlechtsneutrales Schimpfwort für die Eigenschaften Übellaunigkeit und Engstirnigkeit verwendet.
Zudem wurde das Wort in der Umgangssprache zu einem „Suffixoid“, um die Abneigung einer Person gegen eine bestimmte Tätigkeit oder Verhaltensnorm auszudrücken. Es kennzeichnet in Bildungen mit Substantiven eine Person, die einer Sache gleichgültig gegenübersteht, an etwas nicht interessiert ist oder keinen Wert auf etwas legt. Als Beispiele werden im Duden etwa Ehe- oder Modemuffel aufgeführt. Weitere oft verwendete Komposita sind Sportmuffel, Morgenmuffel, Krawattenmuffel oder Sexmuffel.